# Svetlana Koeznetsova (basketballer)
Svetlana Nikolajevna Koeznetsova (Russisch: Светлана Николаевна Кузнецова) (Moskou, 10 januari 1965) is een voormalig Russische basketbalspeelster, die speelde voor het nationale teams van de Sovjet-Unie en Rusland. Ze is Meester in de sport van Rusland, Internationale Klasse.

## Carrière
Koeznetsova begon haar carrière bij CSKA Moskou in 1985. Ze won met CSKA het landskampioenschap van de Sovjet-Unie in 1985 en 1989. Ze werd tweede in 1988 en derde in 1986 en 1987. Koeznetsova won met CSKA twee keer de Ronchetti Cup. In 1985 won ze in de finale van SISV Bata Viterbo uit Italië met 76-64. In 1989 won ze van Deborah Milano uit Italië met 92-86. In 1989 ging Koeznetsova naar Trogylos Priolo in Italië. Met die club won ze de EuroLeague Women in 1990. Ze won die finale van haar vorige club CSKA Moskou met 86-71. In 1994 stond Koeznetsova met haar Italiaanse club Marani Cesena in de finale om de Ronchetti Cup. Ze won deze finale van Primizie Parma uit de Italië over twee wedstrijden met 78-65 en 68-66. In 1997 stond Koeznetsova met haar Italiaanse club Cariparma Parma in de finale om de Ronchetti Cup. Weer stond ze tegenover CSKA Moskou. Dit keer verloor ze met 125-131 over twee wedstrijden.
Met de Sovjet-Unie speelde Koeznetsova op het Wereldkampioenschap. Ze won zilver in 1986. Op het Europees Kampioenschap van 1989 won ze goud. Ook won Koeznetsova zilver op de Goodwill Games in 1990. Met Rusland speelde ze op de Olympische Zomerspelen in 1996.
In augustus 2020 werd ze lid van het uitvoerend comité van de Russische basketbalfederatie en de controle- en auditcommissie van de RFB.

## Privé
Koeznetsova heeft een Italiaanse echtgenoot en samen hebben ze een dochter.

## Erelijst
- Landskampioen Sovjet-Unie: 2
  - Winnaar: 1985, 1989
  - Tweede: 1988
  - Derde: 1986, 1987
- Landskampioen Italië: 1
  - Winnaar: 1999
- Bekerwinnaar Italië: 1
  - Winnaar: 2000
- EuroLeague Women: 1
  - Winnaar: 1990
- Ronchetti Cup: 3
  - Winnaar: 1985, 1989, 1994
  - Runner-up: 1997
- Wereldkampioenschap:
  - Zilver: 1986
- Europees Kampioenschap: 1
  - Goud: 1989
- Goodwill Games:
  - Zilver: 1990